# آیدا کیخایی
آیدا کِیْخائی هنرپیشه ایرانی ساکن کانادا است.

## زندگی حرفه‌ای
او بازیگری در تئاتر را از سال ۱۳۷۴ هم‌زمان با تحصیل در رشتهٔ بازیگری در دانشکدهٔ هنرهای زیبا دانشگاه تهران آغاز کرد و یکی از بنیان‌گذاران گروه تئاتر «این‌روزها» است که از سال ۱۳۸۱ در تئاتر ایران با نمایش قرمز و دیگران نوشته و کار همسرش محمد یعقوبی اعلام موجودیت کرد.
آیدا کیخایی از سال ۲۰۱۵ میلادی همراه همسرش در کانادا زندگی می‌کند و در سال ۲۰۱۶ شرکت NOWADAYS THEATRE را تأسیس کرد. در سال ۲۰۱۸ نمایش «تیم شنا» نوشتهٔ جابر رمضانی را به انگلیسی در فستیوال سامرورکس در تورنتو به روی صحنه برد که با استقبال بسیار زیادی در این فستیوال موجه شد. آیدا کیخایی در سال ۲۰۲۰ پس از بازی به زبان انگلیسی در نمایش «زمستان شصت و شش» در فستیوال نکست‌استیج در تورنتو مورد توجه منتقدان قرار گرفت.

## زندگی شخصی
آیدا کیخایی در آبان ۱۳۹۹ خورشیدی در صفحه‌های مجازی خود اعلام کرد که به سرطان مبتلا شده‌است. در یک کلیپ که در ابتدا در اینستاگرام، سپس در فیس‌بوک و توییتر خود منتشر کرد محمد یعقوبی موهای آیدا کیخایی را با ماشین موتراشی می‌تراشد که برای شیمی‌درمانی آماده‌اش کند. محمد یعقوبی پس از تراشیدن سر آیدا کیخایی به نشانهٔ صمیمیت و همدردی موهای خود را هم با ماشین می‌تراشد. انتشار این ویدیو و حرکت حمایتی این زوج از یکدیگر در تحولات جدید زندگی‌شان تحسین بسیاری را در شبکه‌های اجتماعی برانگیخت.

## آثار

### تئاتر

#### بازیگری
| نام نمایش                                       | سال  | کارگردان         |
| ----------------------------------------------- | ---- | ---------------- |
| فرزندان آتش (به زبان انگلیسی: CHILDREN OF FIRE) | ۲۰۲۲ | Beatriz Pizano   |
| دل سگ (به زبان انگلیسی)                         | ۲۰۲۲ | محمد یعقوبی      |
| زمستان شصت و شش (به زبان انگلیسی)               | ۲۰۲۰ | محمد یعقوبی      |
| تنها راه ممکن (به زبان انگلیسی)                 | ۲۰۱۹ | محمد یعقوبی      |
| ماه در آب                                       | ۱۳۹۵ | محمد یعقوبی      |
| دل سگ                                           | ۱۳۹۳ | محمد یعقوبی      |
| هیولاخوانی                                      | ۱۳۹۳ | محمد یعقوبی      |
| خشکسالی و دروغ                                  | ۱۳۹۳ | محمد یعقوبی      |
| برهان                                           | ۱۳۹۱ | محمد یعقوبی      |
| ۳۳٪ نیل سایمون                                  | ۱۳۹۱ | افسانه ماهیان    |
| خشکسالی و دروغ                                  | ۱۳۹۰ | محمد یعقوبی      |
| زمستان ۶۶                                       | ۱۳۹۰ | محمد یعقوبی      |
| نوشتن در تاریکی                                 | ۱۳۸۹ | محمد یعقوبی      |
| دهانی پر از پرنده                               | ۱۳۸۹ | فارس باقری       |
| خشکسالی و دروغ                                  | ۱۳۸۸ | محمد یعقوبی      |
| بیداری خانه نسوان                               | ۱۳۸۶ | حسین کیانی       |
| ماچیسمو                                         | ۱۳۸۶ | محمد یعقوبی      |
| ماه در آب                                       | ۱۳۸۵ | محمد یعقوبی      |
| تنها راه ممکن                                   | ۱۳۸۴ | محمد یعقوبی      |
| گل‌های شمعدانی                                   | ۱۳۸۳ | محمد یعقوبی      |
| قرمز و دیگران                                   | ۱۳۸۲ | محمد یعقوبی      |
| یک دقیقه سکوت                                   | ۱۳۸۰ | محمد یعقوبی      |
| خیش‌خانه                                         | ۱۳۷۸ | حسین کیانی       |
| بر کرانهٔ باد                                    | ۱۳۷۷ | مینا ابراهیم‌زاده |
| زیتون                                           | ۱۳۷۷ | شکوفه ماسوری     |
| ستاره‌های کوچک خاموشی                            | ۱۳۷۶ | علی‌رضا اولیایی   |
| چهارمین نامه                                    | ۱۳۷۴ | مهدی مکاری       |

#### کارگردانی
| نام نمایش                        | سال  | محل نمایش                                      |
| -------------------------------- | ---- | ---------------------------------------------- |
| تیم شنا (به زبان انگلیسی)        | ۲۰۱۹ | The Theatre Centre, Incubator, Toronto, Canada |
| رقص کاغذپاره‌ها (به زبان انگلیسی) | ۲۰۱۸ | DANCEMAKERS, Studio 331, Toronto, Canada       |
| آیس‌لند                           | ۱۳۹۵ | تماشاخانهٔ باران                                |
| مرد بالشی                        | ۱۳۹۲ | تماشاخانهٔ ایرانشهر                             |
| شام با دوستان                    | ۱۳۹۲ | تماشاخانهٔ ایرانشهر                             |
| یک دقیقه سکوت                    | ۱۳۸۹ | تالار مولوی                                    |
| خداحافظ                          | ۱۳۸۷ | تالار مولوی                                    |

### بازیگری

#### فیلم
- Harbour House (Directed by Rob Michaels, East Liberty Entertainment, Canada, 2022)
- What we do in the Shadows (FX، ۲۰۲۱)
- Coroner (Netflix، ۲۰۲۱)
- خشکسالی و دروغ (پدرام علیزاده، ۱۳۹۳)
- ما همه خوبیم (میرباقری، ۱۳۸۳)
- خشکسالی و دروغ (پدرام علیزاده، ۱۳۹۳)

### تلویزیونی
- ۱۳۷۶ سلام زندگی (مسعود شامحمدی)
- ۱۳۷۷ روزگار جوانی (اصغر توسلی)
- ۱۳۷۸ ایستگاه (منوچهر عسگری‌نسب)
- ۱۳۷۹ دختران (اصغر توسلی)
- ۱۳۸۰ حجربن عدی (تاجبخش فناییان)
- ۱۳۸۱ نوعروس (بیژن میرباقری)
- ۱۳۸۴ نیمکت (محمد رحمانیان)
- ۱۳۸۴ و خدا عشق را آفرید (مسعود شامحمدی)

#### تله‌فیلم
- شیفت بعدی (به کارگردانی ژرژ هاشم‌زاده)

#### تئاترهای تلویزیونی
- تاجر ونیزی (به کارگردانی تاجبخش فنائیان)
- زمستان ۶۶ (نوشته و کار محمد یعقوبی، ۱۳۸۴)
- دل سگ (نوشته و کار محمد یعقوبی)
- خانم سویج عجیب (کارگردان: محمد یعقوبی)

### کارگردانی فیلم کوتاه
- ماه عسل (بر اساس نمایش‌نامه‌ای به همین نام نوشتهٔ محمد یعقوبی)

## جایزه‌ها
- دیپلم افتخار از پانزدهمین جشن‌وارهٔ تئاتر فجر سال ۱۳۷۵ به خاطر بازی در نمایش بر کرانهٔ باد (کارگردان: مینا ابراهیم‌زاده)
- جایزهٔ دوم بازیگری از جشن‌وارهٔ دانش‌جویی سال ۱۳۷۶ به خاطر بازی در نمایش ستاره‌های کوچک خاموشی (کارگردان: علی‌رضا اولیایی)
- جایزهٔ اول بازیگری از جشن‌وارهٔ دانش‌جویی سال ۱۳۷۷ به خاطر بازی در نمایش زیتون (کارگردان: شکوفه ماسوری)
- جایزهٔ اول بازیگری از جشن‌وارهٔ ایران زمین سال ۱۳۷۸ به خاطر بازی در نمایش خیش‌خانه (کارگردان: حسین کیانی)
- جایزهٔ سوم کارگردانی از یازدهمین جشن‌وارهٔ دانشگاهی سال ۱۳۸۷ برای نمایش خداحافظ، نوشتهٔ محمد یعقوبی